# Pedro Galavís Méndez
Pedro de Galavís Méndez fue un capitán español que actuó como alcalde mayor de primer voto del cabildo de Santafé de Bogotá durante el periodo del Virreinato de Nueva Granada. Reconocido por ser el padre del también alcalde Eustaquio Galavís.